# القفلة (السياني)

تعديل مصدري - تعديل

القفلة محلة تابعة لقرية عدن جود، التابعة لعزلة الهادس بمديرية السياني إحدى مديريات محافظة إب في الجمهورية اليمنية.، بلغ تعداد سكانها 112 حسب تعداد اليمن لعام 2004.